# Mos Def & Talib Kweli are Black Star
Mos Def & Talib Kweli are Black Star é um album colaborativo entre os mcs Talib Kweli e Mos Def. O disco foi lançado no dia 29 de setembro em 1998, recebendo ótimas críticas em seu lançamento. O título do álbum é uma referência ao navio do ativista negro Marcus Garvey no começo do século XX. O disco lida com os problemas mundanos, propõe idéias filosóficas, e a vida no Brooklyn, Nova York, bairro dos dois músicos.

## Faixas
| #  | Título                   | Produtores                           | Participação (em ordem de aparição)                   | Duração |
| -- | ------------------------ | ------------------------------------ | ----------------------------------------------------- | ------- |
| 1  | "Intro"                  | Hi-Tek; co-produzido por Talib Kweli | *Interlude*                                           | 1:11    |
| 2  | "Astronomy (8th Light)"  | Da Beatminerz                        | Talib Kweli, Mos Def, Weldon Irvine                   | 3:23    |
| 3  | "Definition "            | Hi-Tek                               | Mos Def, Talib Kweli                                  | 3:26    |
| 4  | "RE: DEFinition"         | Hi-Tek                               | Talib Kweli, Mos Def                                  | 3:02    |
| 5  | "Children's Story"       | Shawn J. Period                      | Mos Def                                               | 3:32    |
| 6  | "Brown Skin Lady "       | J. Rawls                             | Talib Kweli, Mos Def                                  | 5:46    |
| 7  | "B Boys Will B Boys"     | Ge-ology                             | Mos Def, Talib Kweli                                  | 2:36    |
| 8  | "K.O.S. (Determination)" | Hi-Tek                               | Talib Kweli, Vinia Mojica                             | 4:49    |
| 9  | "Hater Players"          | Shawn J. Period                      | Apani, Talib Kweli, Mos Def                           | 4:08    |
| 10 | "Yo Yeah"                | J. Rawls; co-produção de Talib Kweli | Mos Def, Talib Kweli                                  | 1:10    |
| 11 | "Respiration"            | Hi-Tek                               | Mos Def, Talib Kweli, Common                          | 6:05    |
| 12 | "Thieves in the Night"   | 88-Keys                              | Talib Kweli, Mos Def                                  | 5:16    |
| 13 | "Twice Inna Lifetime"    | Hi-Tek                               | Jane Doe, Wordsworth, Talib Kweli, Punchline, Mos Def | 5:38    |